# Verwaltungsgliederung Ontarios
Die Verwaltungsgliederung Ontarios ist vielfältig. Es gibt 444 Gemeinden, die auf vier verschiedene Arten gegliedert sind. Der Unterschied liegt im Umfang der öffentlichen Dienstleistungen, die angeboten werden.
Die unterschiedlichen Strukturen von Gemeinde- und Regionalverwaltung in Ontario sind komplex und sind das Ergebnis von Herangehensweisen, die zu verschiedenen Zeiten von Provinzregierungen angewendet wurden, um die unterschiedlichen Bedürfnisse einzelner Gebiete angemessen zu berücksichtigen. Aufgrund der großen Ungleichheiten zwischen den einzelnen Regionen wäre es schwierig, in der gesamten Provinz eine einheitliche Verwaltungsstruktur anzuwenden.

## Einstufige Gemeinden

Lage der einstufigen Gemeinden in Ontario

Eine einstufige Gemeinde (single-tier municipality) wird von einer einzigen städtischen Verwaltung regiert. Sie untersteht weder einem County noch einer regionalen Regierung und hat keine weitere Einheiten unter sich. Eine einstufige Gemeinde ist entweder eine ehemalige Regionalgemeinde (regional municipality) oder war früher ein County, dessen Gemeinden in den 1990er Jahren zu einer einzigen Verwaltungseinheit fusioniert wurden. Außerdem sind alle Gemeinden in Nordwestontario (also alle Gemeinden innerhalb von Distrikten) per Definition einstufige Gemeinden. Eine Unterform der einstufigen Gemeinde ist die abgetrennte Gemeinde (separated municipality).
Es existieren folgende einstufige Gemeinden, die nicht innerhalb eines Distriktes liegen:
- Municipality of Chatham-Kent, früher Kent County
- City of Greater Sudbury, früher Regional Municipality of Sudbury
- Haldimand County, früher Regional Municipality of Haldimand-Norfolk
- City of Hamilton, früher Hamilton-Wentworth Regional Municipality
- City of Kawartha Lakes, früher Victoria County
- Norfolk County, früher Regional Municipality of Haldimand-Norfolk
- City of Ottawa, früher Regional Municipality of Ottawa-Carleton
- Prince Edward County
- County of Brant
- City of Brantford
- City of Toronto, früher Metropolitan Toronto

### Abgetrennte Gemeinden
Abgetrennte Gemeinden (separated municipalities) sind administrativ vom umgebenden County unabhängig. Anders als Einstufige Gemeinden werden sie jedoch statistisch zum County gezählt. Häufig befindet sich die Countyverwaltung in einer Abgetrennten Gemeinde, wenn das County keine anderen größeren Städte aufweist.
Es existieren folgende abgetrennte Gemeinden (mit umgebenden County):
- Barrie (Simcoe County)
- Belleville (Hastings County)
- Brockville (United Counties of Leeds and Grenville)
- Gananoque (United Counties of Leeds and Grenville)
- Guelph (Wellington County)
- Kingston (Frontenac County)
- London (Middlesex County)
- Orillia (Simcoe County)
- Pembroke (Renfrew County)
- Peterborough (Peterborough County)
- Prescott (United Counties of Leeds and Grenville)
- Quinte West (Hastings County)
- Smiths Falls (Lanark County)
- St. Marys (Perth County)
- St. Thomas (Elgin County)
- Stratford (Perth County)
- Windsor (Essex County)

## Regionalgemeinden
Regionalgemeinden (regional municipalities) sind Gemeinden der oberen Stufe, die eher mit Landkreisen vergleichbar sind und über mehr Kompetenzen verfügen als Countys. Sie sind verantwortlich für Unterhalt und Bau von Nebenstraßen, öffentlichen Verkehr, Polizei, Abwasser, Trinkwasserversorgung, Abfallentsorgung, regionale Raumplanung und Entwicklung sowie Gesundheits- und Sozialdienste. Die untergeordneten Gemeinden (lower-tier municipalities) übernehmen die restlichen Verwaltungsaufgaben. Regionalgemeinden sind üblicherweise urbaner als Countys. Sie werden dort eingerichtet, wo sich urbane Gebiete konzentrieren, aber keine Stadt die anderen dominiert.
Es existieren folgende Regionalgemeinden (in Klammern die Verwaltungssitze):
- Regional Municipality of Durham (Whitby)
- Regional Municipality of Halton (Milton)
- Muskoka District Municipality (Bracebridge)
- Regional Municipality of Niagara (Thorold)
- Oxford County (Woodstock)
- Regional Municipality of Peel (Brampton)
- Regional Municipality of Waterloo (Kitchener)
- Regional Municipality of York (Newmarket)

Obwohl Oxford County und Muskoka District Municipality ebenfalls Regionalgemeinden sind, tragen sie nicht diese Bezeichnung.
Von 1998 bis 2001 wurden vier Regionalgemeinden, die von einer einzelnen Stadt dominiert wurden, fusioniert. 1998 wurde Metropolitan Toronto zur City of Toronto, 2001 die Regional Municipality of Ottawa-Carleton zur City of Ottawa und die Regional Municipality of Hamilton-Wentworth zur City of Hamilton sowie die Regional Municipality of Sudbury zur City of Greater Sudbury. Ebenfalls 2001 wurde die Regional Municipality of Haldimand-Norfolk in Haldimand County und Norfolk County aufgeteilt.

## Countys
Die Countys (counties) haben weniger Kompetenzen als Regionen, da die untergeordneten Gemeinden (lower-tier municipalities) die meisten Verwaltungsaufgaben übernehmen. Die Kompetenzen der County-Verwaltung beschränken sich auf Unterhalt und Bau von Nebenstraßen, Gesundheits- und Sozialdienste und regionale Raumplanung. Countys sind nur im südlichen Ontario zu finden.
Countys können von der Einwohnerzahl her ähnlich groß wie Regionalgemeinden sein, doch ist die Bevölkerungsdichte üblicherweise geringer (jedoch höher als in Distrikten). Zu ihnen gehören auch größere Städte wie London oder Windsor, doch haben sich diese nicht zu großflächigen Agglomerationen entwickelt.
Folgende Countys existieren (in Klammern die Verwaltungssitze):
- Bruce County (Walkerton)
- Dufferin County (Orangeville)
- Elgin County (St. Thomas)
- Essex County (Windsor)
- Frontenac County (Kingston)
- Grey County (Owen Sound)
- Haliburton County (Minden Hills)
- Hastings County (Belleville)
- Huron County (Goderich)
- Lambton County (Plympton-Wyoming)
- Lanark County (Perth)
- United Counties of Leeds and Grenville (Brockville)
- Lennox and Addington County (Greater Napanee)
- Middlesex County (London)
- Northumberland County (Cobourg)
- Perth County (Stratford)
- Peterborough County (Peterborough)
- Prescott and Russell United Counties (L'Original)
- Renfrew County (Pembroke)
- Simcoe County (Barrie)
- Stormont, Dundas and Glengarry United Counties (Cornwall)
- Wellington County (Guelph)

## Distrikte
Distrikte (districts) sind Regionen im nördlichen Ontario, sind jedoch nur territoriale Abgrenzungen, die keinem verwaltungstechnischen Zweck dienen. Viele dieser Distrikte bestehen meist aus gemeindefreien Gebieten. In einem Distrikt werden alle öffentlichen Dienste entweder von der Gemeinde oder direkt durch die Provinzregierung bereitgestellt. Der größte Teil von Nordontario ist dünn besiedelt, so dass eine County-Verwaltung wenig effektiv wäre.
Folgende Distrikte gibt es (in Klammern die Verwaltungssitze):
- Algoma District (Sault Ste. Marie)
- Cochrane District (Cochrane)
- Kenora District (Kenora)
- Manitoulin District (Gore Bay)
- Nipissing District (North Bay)
- Parry Sound District (Parry Sound)
- Rainy River District (Fort Frances)
- Sudbury District (Espanola)
- Thunder Bay District (Thunder Bay)
- Timiskaming District (Temiskaming Shores)

## Census Divisions
Wie alle Provinzen und Territorien in Kanada ist auch Ontario durch Statistics Canada in Census Divisions (Volkszählungseinheiten) untergliedert. Diese 49 Census Divisions in Ontario dienen jedoch nur statistischen Zwecken und haben keinen verwaltungstechnischen Charakter.